# جون هاريس (مؤرخ)
جون هاريس (بالإنجليزية: John Harris)‏ هو مؤرخ ومؤلف بريطاني، ولد في 1931.